# Переменная типа BL Геркулеса
Переменная типа BL Геркулеса (лат. BL Herculis) — подтип цефеид II типа с низкой светимостью и массой, обладают периодом пульсации менее 8 дней. Кривые блеска таких звёзд обладают возвышением на понижающемся участке у звёзд с коротким периодом и, наоборот, на повышающемся участке у звёзд с большим периодом пульсации. Как и другие цефеиды II типа, представляют собой объекты II типа населения и находятся в гало Галактики и шаровых скоплениях. Также, в сравнении с другими цефеидами II типа, переменные типа BL Геркулеса обладают меньшими периодами и меньшей яркостью, чем переменные типа W Девы. В ходе пульсации звёзды меняют спектральный класс, обычно переменные типа BL Геркулеса принадлежат спектральному классу A в моменты наибольшего блеска и классу F в минимуме. При нанесении на диаграмму Герцшпрунга — Рассела объекты помещают между переменными типа W Девы и переменными типа RR Лиры.
Звезда, давшая название классу, BL Геркулеса, меняет блеск от 9,7 до 10,6 с периодом 1,3 дня. Ярчайшими переменными данного типа являются   VY Компаса (7,7 в максимуме блеска), V553 Центавра (8,2), SW Тельца (9,3), RT Южного Треугольника (9,4), V351 Цефея (9,5), BL Геркулеса (9,7), BD Кассиопеи (10,8), UY Эридана (10,9).
Звёзды типа BL Геркулеса могут иметь очень разные кривые блеска, температуры и светимости. Выделяют три подкласса, обозначение AHB относится к сокращению фразы above horizontal branch (над горизонтальной ветвью)
- звёзды типа XX Девы (AHB1), максимум достигается быстро, содержание металлов малое;
- звёзды типа CW (AHB2), переменные типа W Девы, большие периоды, возвышение на восходящей ветви кривой блеска;
- звёзды типа BL Геркулеса (AHB3), короткие периоды, возвышение на нисходящей ветви кривой блеска.